# Bart Swings
Bart Swings, né le 12 février 1991 à Herent en Belgique, est un patineur de vitesse belge. Il a également été plusieurs fois champion du monde en roller de vitesse, champion du monde et champion olympique du mass start de patinage de vitesse.

## Biographie
Bart Swings, né le 12 février 1991 à Herent en Belgique, a commencé à l'âge de 8 ans dans les juniors et est passé senior à 18 ans. Son frère Maarten participe comme lui aux compétitions de patinage de vitesse et de roller de vitesse,.
Il étudie à la Katholieke Universiteit Leuven afin d'obtenir son diplôme d'ingénieur.
Lors des Jeux olympiques d'hiver de 2014, il termine à la quatrième place sur 5 000 mètres et à la cinquième sur 10 000 mètres. Lors des Jeux olympiques d'hiver de 2022 à Pékin, il remporte la médaille d'or de l'épreuve de mass start en patinage de vitesse. Il remporte ensuite à deux reprises l'épreuve de mass start aux championnats du mondes en 2023 à Heerenveen et en 2024 à Calgary.
Bart Swing est également un patineur de roller de vitesse à très haut niveau. Lors des championnats du monde 2023, il a remporté une médaille de bronze, une d'argent, et pour finir en beauté la partie piste, une en or. 

## Palmarès en patins

### Jeux olympiques d'hiver
| Épreuve / Édition   | 1 000 mètres      | 1 500 mètres      | 5 000 mètres     | 10 000 mètres     | Mass start   |
| JO 2014 Sotchi      | 23e 1 min 10 s 14 | 10e 1 min 45 s 95 | 4e 6 min 17 s 79 | 5e 13 min 13 s 99 | —            |
| JO 2018 Pyeongchang | —                 | 6e 1 min 45 s 49  | 6e 6 min 14 s 57 | 8e 13 min 3 s 53  | 2e · 40 pts  |
| JO 2022 Pékin       |                   |                   | 5e 6 min 16 s 90 |                   | 1er · 63 pts |

### Championnats du monde toutes épreuves
- Médaille de bronze en 2013 à Hamar
- Médaille de bronze en 2022 à Hamar

### Championnats du monde simple distance
- Médaille de bronze du mass start en 2021 à Heerenveen
- Médaille d'or du mass start en 2023 à Heerenveen
- Médaille de bronze du 5 000 m en 2023 à Heerenveen

- Médaille d'or du mass start en 2024 à Calgary

### Coupe du monde
- 3 victoires.

### Championnats d'Europe toutes épreuves
- Médaille d'argent en 2016.
- Médaille de bronze en 2017.
- Médaille de bronze en 2022.

### Championnats d'Europe simple distance
- Médaille d'or du mass start en 2020.
- Médaille d'or du mass start en 2022.
- Médaille d'or du mass start en 2024.

## Records personnels
| Épreuve  | Temps          | Lieu           | Date             |
| -------- | -------------- | -------------- | ---------------- |
| 500 m    | 36 s 36        | Inzell         | 9 mars 2024      |
| 1 000 m  | 1 min 9 s 28   | Calgary        | 14 novembre 2015 |
| 1 500 m  | 1 min 42 s 48  | Calgary        | 15 novembre 2015 |
| 3 000 m  | 3 min 38 s 03  | Inzell         | 21 octobre 2016  |
| 5 000 m  | 6 min 13 s 37  | Salt Lake City | 17 novembre 2013 |
| 10 000 m | 12 min 57 s 31 | Salt Lake City | 21 novembre 2015 |

## Récompenses
- Trophée national du Mérite sportif 2023